# Бескудниковський (район Москви)
Бескудниковський район (рос. Бескудниковский район) — район в Північному адміністративному окрузі міста Москви (Росія). Району відповідає внутрішньоміське муніципальне утворення «Бескудниковське».
Основний недолік Бескудникова і сусіднього з ним району Дегуніно — відсутність метро. До найближчих станцій «Петровсько-Розумовська», «Річковий вокзал» і «Алтуф'єво» мешканцям доводиться добиратися наземним транспортом, що з урахуванням складної дорожньої обстановки займає зазвичай не менше 40 хвилин. За планом північний радіус Люблінсько-Дмитровській лінії відкриється в 2016 році. Вже почалося будівництво станції метро «Селігерська» в парку біля колишнього кінотеатру «Єреван».

## Історія
На території нинішнього Бескудниковського району раніше розташовувалися села Бескудниково і Верхні Лихобори. Після входження цих сіл до складу Москви в 1960 р тут розташовувалася, зокрема, західна частина мікрорайону Бескудниково (східна з 1991 року входить до складу Алтуф'євського району).